# 포켓몬스터의 게임플레이
롤플레잉 비디오 게임 《포켓몬스터》 시리즈의 게임플레이는 "포켓몬"이라 부르는 다양한 종류의 가상 생물을 잡고 훈련시켜 다른 트레이너와의 배틀에 이용하는 것이 주를 이룬다. 게임은 각 세대로 이어져 오면서 새로운 포켓몬과 도구, 게임플레이 방법을 추가하며 이 컨셉을 더욱 확립하였다. 일반적인 컨셉의 일부는 게임에 도입되기 전에 다른 매체를 통해 등장하기도 했는데, 게임에 등장하기 오래 전부터 있었던 애니메이션의 더블 배틀, 《포켓몬 카드 게임》의 포켓몬 파워와 유사한 포켓몬 특성을 그 예로 들 수 있다.

## 포획
몬스터볼을 던져서 포켓몬을 잡을 수 있다. 포획률은 포켓몬 마다 다르며 포획률과 볼의 종류, 상태이상, 남은 HP(체력)에 따라 포켓몬을 잡을 수 있는 확률이 정해진다. 전설의 포켓몬과 환상의 포켓몬은 포획률이 매우 낮다.

### 마스터볼
마스터볼은 특별한 경우를 제외하고 모든 포켓몬을 100%의 확률로 잡을 수 있는 볼이다. 8세대와 9세대를 제외하면 계정당 마스터볼을 한 개만 얻을 수 있다.

## 게임 구조
휴대용 게임기용 포켓몬스터 RPG 시리즈는 1996년 처음 작품부터 2019년 최근 작품까지 포켓몬 세계 각각의 특정한 가상 지방을 배경으로 하고 있으며, 플레이어는 각 지방의 포켓몬 박사에게 스타팅 포켓몬을 받고 게임을 시작한다. 플레이어는 각각의 지방 여행하고, 포켓몬을 포획하여 진화시키고, 다른 트레이너와 배틀하는 방법으로 자신이 모으는 포켓몬을 늘리고 강하게 만든다. 각 게임의 주된 부연 줄거리는 포켓몬을 이용하여 세계를 정복하려는 범죄 조직과 맞서는 것이다. 이 조직들은 로켓단, 마그마단, 아쿠아단, 갤럭시단(디아루가와 펄기아를 이용해 새로운 우주 창조 시도), 플라즈마단(포켓몬개조를 함, 실재 게노세크트를 개조),플레어단(세계멸망을 주도), 스컬단, 옐단이 있다.
포켓몬 세계에서 찾을 수 있는 주요 시설은 포켓몬센터, 프렌들리숍, 체육관이 있다. 포켓몬센터에서는 플레이어의 포켓몬을 무료로 치료해주며, 비치된 PC를 이용하여 모은 포켓몬을 정리하고, 포켓몬 도감을 평가받고, 도구를 맡기거나 찾아갈 수 있다. 또한, 이곳에서 다른 카트리지와 연결하여 배틀이나 교환을 할 수 있다. 프렌들리숍은 플레이어가 배틀에서 이긴 뒤 받는 돈으로 각종 도구들을 살 수 있는 상점으로, 어떤 도시에는 약국이나 백화점처럼 특별한 형태의 상점도 존재한다. 게임을 진행하면 정기적으로 포켓몬 체육관이 있는 도시가 등장하며 모든 체육관에는 강력한 트레이너인 체육관 관장이 있다. 승리를 인정 받은 플레이어는 체육관 배지를 받고 다음 줄거리를 진행할 수 있게 된다. 체육관 배지 8개를 모두 모은 뒤에는 지방의 사천왕과 챔피언에게 도전할 수 있게 되고, 챔피언에게 승리하면 게임의 주된 줄거리를 마치게 된다.
줄거리를 끝마치면 게임의 다른 요소들이 열리게 되는데, 먼저 갈 수 없었던 장소로 갈 수 있는 방법이 생긴다. 이후에는 실질적으로 게임의 마지막이 없는 상태가 되는데, 플레이어가 적어도 모든 포켓몬을 각각 한 마리씩은 구하여 포켓몬 도감을 완성시키는 것이 궁극적인 목표가 된다. 1세대와 2세대 이외의 작품에서 플레이어가 특정한 조건을 달성하면 포켓몬 도감이 전국 도감으로 업그레이드되고, 이전 시리즈에 등장했던 모든 포켓몬을 모아야 하는 임무가 주어진다. 전국 도감은 이상해씨로 시작하여 그 지역 포켓몬 도감의 마지막 포켓몬으로 끝난다. 포켓몬 종류는 각 게임 세대가 등장할 때마다 증가했는데, 첫 시리즈에서 151마리로 시작하여 최근 시리즈까지 898마리로 증가하였다.

### 스타팅 포켓몬
| 처음 만나는 포켓몬                                                 | 처음 만나는 포켓몬 | 처음 만나는 포켓몬 | 처음 만나는 포켓몬 |
| ------------------------------------------------------------------ | ------------------ | ------------------ | ------------------ |
| 《포켓몬스터 적·녹·청》, 《파이어레드·리프그린》                   | 이상해씨           | 파이리             | 꼬부기             |
| 《포켓몬스터 피카츄》                                              | 피카츄             | 피카츄             | 피카츄             |
| 《포켓몬스터 금·은·크리스탈》, 《하트골드·소울실버》               | 치코리타           | 브케인             | 리아코             |
| 《포켓몬스터 루비·사파이어·에메랄드》, 《오메가루비·알파사파이어》 | 나무지기           | 아차모             | 물짱이             |
| 《포켓몬스터DP 디아루가·펄기아》, 《Pt 기라티나》                  | 모부기             | 불꽃숭이           | 팽도리             |
| 《포켓몬스터 블랙·화이트》, 《블랙 2·화이트 2》                    | 주리비얀           | 뚜꾸리             | 수댕이             |
| 《X·Y》                                                            | 도치마론           | 푸호꼬             | 개구마르           |
| 《썬·문》《울트라썬·울트라문》                                     | 나몰빼미           | 냐오불             | 누리공             |
| 《포켓몬스터 레츠고! 피카츄·레츠고! 이브이》                       | 피카츄             | 이브이             |                    |
| 《포켓몬스터 소드 실드》                                           | 흥나숭             | 염버니             | 울머기             |
| 《포켓몬스터 레전드 아르세우스》                                   | 나몰빼미           | 브케인             | 수댕이             |
| 《포켓몬스터 스칼렛 바이올렛》                                     | 뜨아거             | 꾸왁스             | 나오하             |

롤플레잉 게임 포켓몬스터 시리즈는 전통적으로 플레이어가 모험을 시작할 때 서로 다른 세 종류의 포켓몬 중 하나를 선택하게 되며, 이 세 포켓몬을 처음 만나는 포켓몬이라고 부른다. 플레이어는 풀과 불, 물(이상해씨는 풀/독 타입이며, 이외에도 두 가지 타입을 가진 처음 만나는 포켓몬도 있다.)이라는 서로 다른 세 타입의 포켓몬 중 한 마리를 선택하게 된다. 이 포켓몬들은 그 지역의 고유한 포켓몬으로 여겨지고 있다. 포켓몬을 선택한 후에는 라이벌이 플레이어가 선택한 포켓몬에 효과가 강한 상성을 갖는 포켓몬을 고르게 된다. 블랙·화이트, X·Y에서는 여러 명의 라이벌 캐릭터가 등장하여 나머지 두 마리 포켓몬을 고르게 된다.
《포켓몬스터 피카츄》에서는 이러한 시스템 대신에 포켓몬스터 미디어 프랜차이즈의 마스코트로 유명한 전기 타입 쥐 포켓몬인 피카츄를 받으며 게임을 시작한다.  라이벌 트레이너는 노말 타입의 포켓몬 이브이를 받는데, 이 이브이는 게임 초반부 주인공과의 배틀 결과에 따라서 세 가지 다른 타입 중 하나로 진화하게 된다.

### 포켓몬 체육관
포켓몬 체육관은 포켓몬 세계 곳곳에 위치한 건물로, 포켓몬 트레이너가 포켓몬 리그 시합에 참가할 수 있는 자격을 얻기 위해 훈련이나 경쟁을 할 수 있는 장소이다. 각 포켓몬 체육관의 내부 구성은 다양하지만, 모두 한 타입의 포켓몬만을 전문으로 다루며, 보스와 다름없는 강력한 트레이너인 체육관 관장이 운영하고 있다. 포켓몬 체육관은 포켓몬 세계의 대부분의 도시와 마을에서 찾을 수 있다.
공식 체육관 관장이 패배하면 도전자는 트레이너가 가진 능력을 증명하고 줄거리를 진행시키는 열쇠인 배지를 얻을 수 있다. 승리한 도전자는 포켓몬에게 가르칠 수 있는 특수한 기술 머신을 얻을 수 있으며, 일정 레벨 이하의 교환한 포켓몬을 다룰 수 있게 된다(일정 레벨을 초과한 교환 포켓몬은 플레이어의 명령에 복종하지 않는다). 또한, 플레이어가 물을 건널 수 있는 파도타기나 길을 막은 나무를 없앨 수 있는 풀베기처럼 다양한 비전 머신 기술 중 하나를 필드에서 사용할 수 있게 된다. 포켓몬 리그 참가 자격을 얻기 위해서 트레이너는 반드시 여덟 개의 배지를 모아야 한다. 비디오 게임에서는 오직 여덟 개의 체육관이 있지만 애니메이션에서는 다른 체육관도 존재한다.
플레이어가 체육관 관장 여덟 명에게 모두 승리하면 게임의 포켓몬 리그로 이동하여 사천왕과 배틀할 수 있으며, 이후 포켓몬 리그 챔피언과의 대결에서 이기면 궁극적으로 게임에서 승리하게 된다.

## 포켓몬 배틀
포켓몬 간의 배틀은 《포켓몬스터》 비디오 게임 시리즈의 가장 핵심적인 요소이다. 포켓몬 배틀에서는 포켓몬을 강하게 만들고 게임의 목표에 도달하기 위해 훈련된 포켓몬을 이용한다. 케이블 연결이나 무선 기술을 통해 플레이어 간의 배틀도 가능하다.
《포켓몬스터》는 턴제 시스템을 사용한다. 플레이어가 트레이너에게 도전하거나 야생 포켓몬과 마주치면 화면이 상대 포켓몬을 비추는 배틀 장면으로 바뀌고, 각각의 HP 막대와 선택 메뉴가 표시된다. 플레이어는 언제든지 자신이 잡은 포켓몬 중 최대 여섯 마리의 포켓몬을 휴대하여 파티를 구성할 수 있으며, 그 중에서 선두에 있는 포켓몬이 자동으로 가장 먼저 배틀에 출전한다. 각 턴이 시작하면 양쪽에서는 싸우거나, 도구를 사용하거나, 포켓몬을 교체하거나, 배틀에서 도망가기(트레이너와의 배틀에서는 도망갈 수 없다)를 선택할 수 있다. 양쪽이 싸운다를 선택하면 스피드에 따라서 선공이 결정되지만, 일부 기술, 도구, 효과는 먼저 적용될 수 있다(가령 트릭룸은 스피드를 반전시키고 애쉬열매는 HP가 1/4일 때 다음턴에 선공을 하게 된다). 양쪽이 그 외에 다른 메뉴를 선택하면 어떤 행동이든지 싸우기 전에 이루어진다.
각 포켓몬은 기술을 사용하여 상대의 HP를 0으로 만들어 쓰러뜨려야 한다. 플레이어의 포켓몬이 승리하면 경험치를 받게 되고, 충분한 경험치를 쌓으면 포켓몬의 레벨이 오르게 된다. 플레이어의 포켓몬이 쓰러지면 다른 포켓몬을 사용하여야 하며, 야생 포켓몬과의 배틀일 경우에는 도망칠 수도 있다. 플레이어의 포켓몬이 모두 쓰러져 사용할 수 있는 포켓몬이 없으면 배틀에서 패배하게 되며, 마지막으로 들렀던 포켓몬 센터로 돌아가고 소지금의 일부를 잃게 된다.
《포켓몬스터 루비·사파이어》부터는 각 플레이어가 한 번에 두 마리 포켓몬으로 팀 배틀을 펼치는 더블배틀이 도입되었다. 배틀의 기본 원리는 일반 배틀과 똑같지만, 여러 목표를 대상으로 하는 기술 중 일부는 상대뿐만 아니라 같은 편에게도 효과가 적용될 수 있다. 또한, 일부 특성은 더블배틀에서만 적용된다. 3세대 게임에서는 다른 트레이너와만 더블배틀을 할 수 있었지만, 《디아루가·펄기아》에서는 플레이어가 NPC와 동행할 경우 야생 포켓몬과 더블배틀을 할 수 있다. 《블랙·화이트》에서부터는 이전 세대의 제한을 없애고, 특수한 타입의 풀숲에서 야생 포켓몬이 쌍으로 등장하게 되었다.
또한, 《블랙·화이트》에서는 트리플배틀과 로테이션배틀이 도입되었다. 트리플배틀에서 양쪽은 한 번에 세 마리의 포켓몬을 내보낸다. 왼쪽에 있는 포켓몬은 상대 진영에서 오른쪽에 있는 포켓몬을 제외한 모든 포켓몬을 공격할 수 있으며, 그 반대의 경우도 마찬가지이다. 로테이션배틀에서는 양쪽이 한 번에 세 마리 포켓몬을 내보내지만 한 턴에 가운데 한 마리의 포켓몬만 사용할 수 있다. 이 포켓몬은 턴을 소모하지 않고 다른 두 마리 중 한 마리로 계속 교체할 수 있다.
《포켓몬스터 X·Y》에서는 새로운 배틀 세 가지가 추가되었다. 스카이배틀은 숨어있는 스카이 트레이너와 할 수 있으며, 비행 포켓몬이나 부유 특성을 가진 포켓몬만 가능하다. 무리배틀은 한 번에 다섯 마리의 야생 포켓몬을 마주치는 것으로, 쉽게 싸우기 위해서는 여러 목표를 공격할 수 있는 기술을 사용해야 한다. 나머지 배틀 형태인 거꾸로배틀은 보통의 배틀과 동일하지만 전체 타입 상성표가 뒤바뀐다는 특징이 있다. 이 배틀에서는 효과가 굉장한 공격이 별로인 공격으로 뒤바뀌고, 효과가 없는 기술은 무려 위력이 4배나 오른다. 그 반대도 마찬가지이다.

## 포켓몬 타입

현존하는 포켓몬의 18개 타입(포켓몬스터 X·Y 기준)과 각 타입 간의 상성을 표시한 표.

포켓몬의 타입은 각 포켓몬과 그들이 가진 기술의 강함과 약함을 결정짓는 기본적인 속성이다. 게임의 주요한 상성 관계의 예는 풀, 불꽃, 물 타입으로, 풀은 불꽃에 약하고, 불꽃은 물에 약하고, 물은 풀에 약해 각 타입의 약점이 서로 물고 물린다. 포켓몬의 상성 관계에는 무효도 존재하여, 고스트 타입은 노말과 격투 타입의 기술을 무효화한다. 이러한 약점, 내성, 무효는 포켓몬이 두 가지 타입을 가졌다면 결합이 될 수도 있다. 예를 들어 땅과 비행 타입을 가진 포켓몬은 비행 타입의 약점인 전기 기술을 땅 타입을 가지고 있기 때문에 무효화한다. 그러나, 땅과 비행이 모두 얼음에 약점을 가지기 때문에 얼음 기술에는 이중의 약점을 가지게 되어 네 배의 대미지를 받게 된다. 일부 포켓몬 특성은 이러한 상호 작용을 바꿀 수 있는데, 예를 들어 부유는 포켓몬이 땅 타입 기술을 무효화할 수 있게 만든다.
《포켓몬스터 적·녹·청》, 《포켓몬스터 피카츄》 게임에서는 위에서 예시로 든 타입들과 함께 독, 에스퍼, 벌레, 바위, 드래곤을 합해 모두 15개의 포켓몬 타입이 있었다. 《포켓몬스터 금》과 《포켓몬스터 은》에서 새로운 두 타입 악과 강철이 추가되어 이후 14년간 포켓몬의 타입은 총 17개의 타입이 되었다. 게임에서 저주 기술은 《포켓몬스터 블랙·화이트》에서 고스트 타입 기술로 바뀌기 전까지 알려지지 않은 타입("???" 타입)을 가지고 있었다. 콘솔 RPG 《포켓몬 콜로세움》과 《포켓몬스터 XD》에는 다크라고 부르는 특이한 기술 타입이 있으나, 이 콘솔 게임들 이외에는 쓰이지 않는다. 《포켓몬스터 XD》에서 다크 기술은 다크 포켓몬이 아닌 포켓몬에게 굉장한 효과를 주며, 다크 포켓몬에게는 별로인 효과를 준다. 《포켓몬스터 X·Y》에서는 새로운 18번째 타입 페어리를 도입하였다. 이 타입은 격투, 드래곤, 악에 두 배의 강점을 가지며, 불꽃, 독, 강철에 절반이 반감한다. 격투, 벌레, 악은 페어리에 절반이 반감하며, 독과 강철은 두 배의 강점을 가진다.  또한, 《포켓몬스터 X·Y》부터 악과 고스트 타입은 강철 타입 공격에 대한 반감이 사라졌다.

### 포켓몬 기술
많은 롤플레잉 비디오 게임의 등장인물들처럼 포켓몬도 다양한 종류의 기술을 배우고 사용할 수 있다. 이 기술들은 대미지를 입히거나, 상태이상을 일으키거나, 체력을 회복하거나, 배틀 전체에 영향을 주는 행동을 취할 수 있다. 모든 기술은 타입, 위력, 명중률, 파워 포인트(PP)를 가지고 있다. 한 포켓몬이 배울 수 있는 기술은 포켓몬의 종류에 따라 달라지며, 진화 이후에 배우는 기술도 진화 이전에 배울 수 있는 기술과 완전히 똑같지 않다. 각 포켓몬은 어떤 경우든지 한 번에 최대 네 개의 기술을 사용할 수 있다. 기술은 레벨 업, 기술머신과 비전머신, 기술레코드 사용, 가르침기술(NPC가 가르치는 기술)을 통해 배울 수 있다.
각 기술은 18 가지 포켓몬 타입으로 분류한다. 기술의 효과는 목표 포켓몬의 타입과 기술의 타입의 상성에 좌우된다. 이것에 따라서 "효과가 굉장했다!"(두 배 대미지, 네 배 대미지), "효과가 별로인 듯하다..."(절반 대미지,1/4대미지), "효과가 없는 것 같다..."(대미지와 모든 효과 없음)라는 메시지가 표시된다. 자속 보정은 포켓몬과 같은 타입의 기술을 사용하면 기술의 위력이 1.5배 증가하며, 기술은 "물리"나 "특수" 중 하나로도 구분되는데, 이는 기술의 묘사에 따라 결정된다. 물리 기술은 펀치나 물기처럼 상대에게 직접 물리적으로 접촉하는 기술이며, 특수 기술은 일반적으로 불을 뿜거나 바람을 다루는 것처럼 원소를 조종하는 것을 뜻한다. 《디아루가·펄기아》 게임 이전까지는 포켓몬 타입 전체가 개별 기술에 상관없이 "물리" 혹은 "특수"로 구분되었다. 기술의 데미지는 각 포켓몬이 갖는 능력치에 따라 달라진다. 또한, "변화기술"은 직접적인 데미지를 주지는 않지만 자기 진영이나 상대 진영의 포켓몬의 능력치를 변화시킨다. 《블랙·화이트》 이전까지 존재했던 "???" 타입은 17개의 타입 중 하나인 고스트 타입으로 재분류되었다. "접촉"은 대부분의 물리 기술과 일부 특수 기술에 있는 개념으로, 일부 특성, 소지품, "니들가드"와 "킹실드"의 영향을 받는다. 대미지를 주는 기술은 목표 포켓몬의 약점, 저항, 능력치를 바탕으로 일정 HP를 없앨 수 있으며, 양쪽 포켓몬이 가지고 있는 도구와 특성이 요인이 되기도 한다.
각 기술은 목표 포켓몬에 맞출 수 있는 기회를 결정하는 특정한 명중률이 있으며, 사용 포켓몬의 명중률과 목표 포켓몬의 회피율도 함께 영향을 준다. 상대를 한 방에 쓰러뜨릴 수 있는 매우 강력한 기술은 매우 낮은 명중률을 가지고 있고, 100% 명중률을 가진 기술도 사용 포켓몬의 명중률과 목표 포켓몬의 회피율 변화 때문에 실패하기도 한다. 명중률 변화에 상관없이 반드시 목표에 맞는 기술은 매우 적다.
기술의 PP(파워 포인트)는 포켓몬이 기술을 얼마나 많이 사용할 수 있는지를 나타낸다. 강력한 기술은 명중률과 마찬가지로 낮은 양의 PP를 가지고 있는 경우가 흔하다. 포켓몬이 한 기술의 PP를 전부 사용하면 더 이상 그 기술을 사용할 수 없으며, 배우고 있는 모든 기술의 PP를 전부 사용하면 "발버둥"이라는 기술을 대신 사용한다. 1세대 게임에서는 NPC 트레이너가 조종하는 포켓몬이 PP를 소모하지 않아 강력한 기술을 비정상적으로 많이 사용할 수 있었다.
대미지를 입힐 뿐만 아니라 특수한 효과를 가진 기술도 많다. 이러한 부차적인 효과들은 기술을 통해 독이나 얼음, 마비, 맹독, 잠듦, 화상과 같은 "상태이상"을 걸리게 할 수 있다. 배틀에서는 각각의 상태이상에 따라 그것에 걸린 포켓몬의 행동에 영향을 준다. 예를 들어, 전기 타입 기술에는 일정 확률로 목표가 마비에 걸리게 할 수 있는 기술이 많다. 일부 기술은 사용 전이나 후에 턴을 기다리게 하거나 반동대미지를 입히는 부정적인 부가 효과를 가지고 있기도 하다. 튀어오르기는 대미지를 입히지도 않고 능력치를 변화시키지도 않는 기술이다.
필드에서 사용하여 작은 나무와 같은 장애물을 없애거나, 이전에 갔던 장소를 빠르게 여행할 수 있거나, 던전이나 동굴을 탈출할 수 있거나, 포켓몬을 치료할 수 있는 기술들도 있다. 이러한 기술들은 대개 비전머신을 사용해 익힌 다음 특정한 배지를 획득한 이후에 사용할 수 있게 된다.

## 능력치
모든 포켓몬은 배틀의 행동에 영향을 주는 HP, 공격, 방어, 특수공격, 특수방어, 스피드, 총 여섯 종류의 능력치를 가지고 있다. 1세대 게임에서는 특수공격과 특수방어가 특수라는 하나의 능력치로 결합되어 있었다.
- HP (Health Point):  포켓몬은 HP가 0이 되면 기절하며, 포켓몬 센터에서 회복하거나 특별한 도구를 쓰지 않으면 배틀에서 사용할 수 없게 된다. 포켓몬 세계에서 포켓몬은 절대 배틀의 결과로 인해 죽지 않는다.
- 공격: 포켓몬의 물리 공격의 세기를 결정한다. 물리 공격 기준에 대한 정의는 게임 역사에 걸쳐 계속해서 바뀌었다. 3세대 게임까지 물리 공격은 노말, 격투, 땅, 강철 등 물리 대미지와 연관된 타입의 기술에 따라서 결정되었다. 그러나 디아루가 펄기아부터는 각 대미지 공격이 물리나 특수 공격으로 제각각 분류되었다. 예를 들어 불꽃 타입 기술인 불꽃 펀치는 이전에는 특수 공격이었으나 지금은 공격 능력치의 영향을 받는 물리 공격이 되었다.
- 방어: 포켓몬이 물리 공격을 받았을 때의 받는 데미지를 최종적으로 결정한다.
- 특수공격: 공격과 비슷하게, 포켓몬의 특수 공격의 세기를 결정한다.
- 특수방어: 방어와 비슷하게, 포켓몬이 특수 공격을 받았을 때의 받는 대미지를 최종적으로 결정한다.
- 스피드: 배틀 명령이 입력된 후, 스피드 능력치에 따라서 포켓몬의 행동 우위가 결정된다. 순서가 정해진 일부 기술의 경우에는 포켓몬이 가장 빠른 기술에서 가장 느린 기술 순으로 사용한다.

상태이상인 '마비'에 걸리면 1/2로 저하된다.
이밖에도 포켓몬의 레벨 업의 영향을 받지 않는 명중률과 회피율이라는 능력치가 있다. 원래부터 높은 명중률이나 회피율을 가진 포켓몬은 없지만, 특성, 도구, 기술을 통해서 능력치를 조절할 수 있다. 명중률을 증가시키면 기술을 맞추기 쉬워지고, 회피율을 증가시키면 상대 포켓몬의 기술을 피하기 쉬워진다. 포켓몬의 명중률과 상대 포켓몬의 회피율, 기술 자체의 명중률이 기술을 맞추는 것에 영향을 준다.
능력치만 배틀에 영향을 주는 것이 아니라, 배틀도 능력치에 영향을 줄 수 있다. 많은 포켓몬 기술과 도구를 통해 포켓몬의 능력치 중 하나를 일시적으로, 또는 영구적으로 높이거나 낮출 수 있다.(예:약점보험-효과가 굉장한 기술을 맞을 경우,공격과 방어를 2랭크 올린다.)
포켓몬이 레벨 업하면 포켓몬의 종족값, 노력치, 성격, 개체값에 따라서 능력치가 증가한다. 이렇게 다양한 값이 어우러져 능력치가 다변하는 원리에 의해 포켓몬 각각이 고유의 능력치를 가지게 된다.

## 참고 문헌
- Nintendo Power (2006년 8월 24일). 《Pokémon Emerald Version: the official strategy guide from Nintendo Power》. Nintendo Power.
- Buchanan, B (2006년 8월 24일). 《Pokémon Emerald: Official Strategy Guide》. Prima Games.
- Hollinger, Elizabeth M. (2003). 《Pokémon Sapphire Version [and] Pokémon Ruby Version》. Prima Games. ISBN 0-7615-4256-6.
- Hollinger, Elizabeth M. (2001). 《Pokémon Crystal Version》. Prima Games. ISBN 0-7615-3666-3.
- The instruction booklet of Pokémon Diamond Version. Nintendo (2007).
- The instruction booklet of Pokémon Sapphire Version. Nintendo (2003). AGB-AXPE-USA.
- Marcus, Phillip (2001). 《Pokémon Gold Version and Silver Version: Official Trainer's Guide》. Brady Games. ISBN 0-7440-0005-X.
- The following games: Pokémon Stadium and Pokémon Stadium 2; Pokémon Ruby, Sapphire, and Emerald; Pokémon FireRed and LeafGreen; Pokémon Pinball; Pokémon Colosseum and Pokémon XD: Gale of Darkness; Pokémon Diamond and Pearl.